# Santa Flavia
Santa Flavia er en italiensk by (og kommune) i regionen Sicilien i Italien, med omkring 11.000(2023) indbyggere.  